# Brunnenbach (Bleichenbach)
Der Brunnenbach ist ein etwa sechseinhalb Kilometer langer rechter und nördlicher Zufluss des Bleichenbaches im hessischen Wetteraukreis.

## Geographie

### Verlauf
Der Brunnenbach entspringt auf einer Höhe von etwa 339 m ü. NHN in einem Nadelwald am Westhang des Birkertkopfes (348 m ü. NHN) östlich vom Hofgut Luisenlust in der Gemarkung Gelnhaar. 
Er fließt zunächst in südwestlicher Richtung am ehemaligen Tagebau Reimertsholz vorbei, unterquert dann die L 3183 und läuft danach am Südrand des Küchwaldes durch Grünland. Südlich des Schönberges (341,6 m ü. NHN) wird er von zwei kleinen Zuläufen gespeist. 
Er bewegt sich nun durch Wiesen und Weiden, passiert dann den Ortenberger Stadtteil Usenborn und mündet schließlich östlich von Ortenberg-Bergheim unmittelbar neben dem Bleichtalhof auf einer Höhe von etwa 201 m ü. NHN und von rechts in den Bleichenbach.
Sein  6,5 km langer Lauf endet etwa 138 Höhenmeter unterhalb seiner Quelle, er hat somit ein mittleres Sohlgefälle von etwa 21 ‰.

### Flusssystem Nidder
- Fließgewässer im Flusssystem Nidder